# Lukáš Hejlík

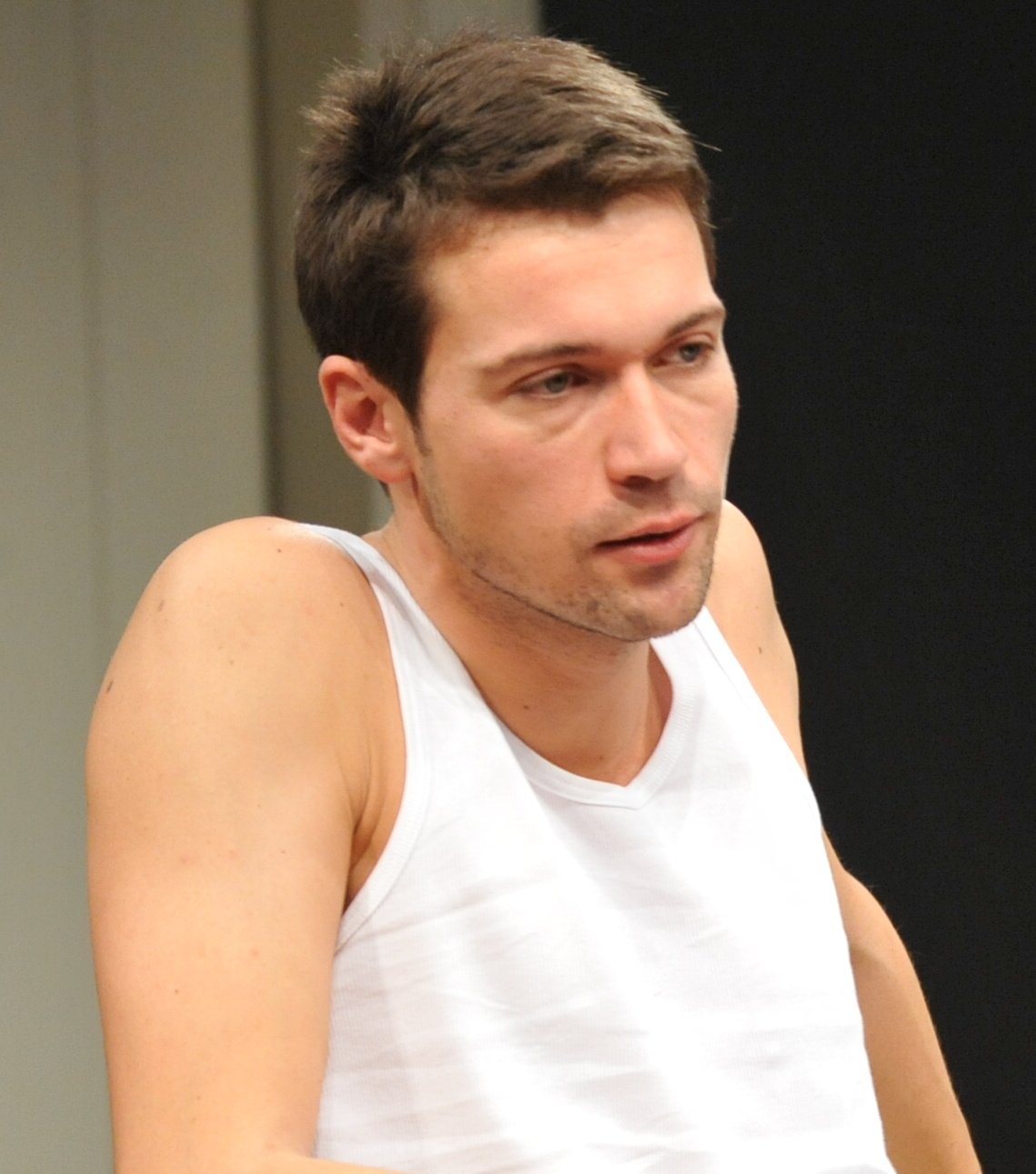
Lukáš Hejlík (Blbec k večeři)

Lukáš Hejlík (* 27. ledna 1980 Most) je český divadelní a filmový herec, autor projektu scénického čtení Listování a projektu Gastromapa Lukáše Hejlíka. Je znám z televizních seriálů Ordinace v růžové zahradě 2, Ošklivka Katka nebo Terapie.

## Život
Po absolvování Obchodní akademie v Lounech v roce 2002 úspěšně dokončil studium na Vyšší odborné herecké škole v Michli. Poté získal angažmá v Jihočeském divadle v Českých Budějovicích. Za dva roky přesídlil do Městského divadla Brno, kde má stálé angažmá dodnes. V televizi se nejvíce proslavil rolí Tomáše Meduny v seriálu Ošklivka Katka. Zahrál si i v seriálu televize HBO Terapie. V seriálu Ordinace v růžové zahradě hrál roli MUDr. Jáchyma Kaliny. Hejlík je také autorem projektu scénického čtení Listování, se kterým jezdí po celé České republice.
Se svou bývalou manželkou, slovenskou herečkou Veronikou Senciovou má dceru Kláru Hejlíkovou. V roce 2015 se podruhé oženil, a to s českou modelkou Veronikou Fašínovou, se kterou má syna Vojtěcha. Jak sám Hejlík říká, jeho vysněnou rolí je zahrát si ve filmu o rodině Baťů jednoho z bratrů.
V roce 2015 se stal jednou z tváří Jsme v tom společně, kampaně iniciativy HateFree Culture.

## Herecká kariéra

### Role v Městském divadle Brno
- Brick – Kočka na rozpálené plechové střeše
- Pierre Brochant – Blbec k večeři
- Propertium – Cikáni jdou do nebe

### Divadelní role
- Konstantin Treplev – Racek
- Mortimer –Marie Stuartovna
- Ariel – Bouře
- Laca – Její pastorkyňa
- Francek – Maryša
- Isidoro – Poprask na laguně
- Emil – Slaměný klobouk
- Lukáš – Kumšt
- Pierre Brochant – Blbec k večeři
- Biff – Smrt obchodního cestujícího

### Filmy
- 2021 Deníček moderního fotra
- 2012 Polski film
- 2007 Crash Road

### Televizní seriály
- 2022 Spolu a hladoví
- 2014–2015, 2022– Ordinace v růžové zahradě
- 2011 Terapie
- 2010 Ošklivka Katka
- 2024 Vlastně se nic nestalo

## Blogování o jídle

### Gastromapa Lukáše Hejlíka
Když začal jezdit po celé České republice s projektem Listování, tak hledal, kde se nejlépe najíst. To ho dovedlo až ke startu vlastního projektu Gastromapa, kde bloguje o restauracích, kavárnách, bufetech a dalších typech podniků, které navštívil.
Postupně se tato mapa stala uznávanou a vyhledávanou natolik, že přibyl online pořad,
mobilní aplikace 
a kniha Gastromapa 365. 

### Za gustem
V roce 2021 natočil pro supermarket Billa několik videí o jídle z regionů.

### Spolu & Hladoví
Televize HBO natočila v roce 2021 osmidílnou sérii Spolu a hladoví s Lukášem Hejlíkem a jeho dcerou Klárou o společném cestování po gastronomicky zajímavých místech České republiky.